# Chocoladeletter
Uma chocoladeletter (lit. "letra de chocolate") é um produto de chocolate em forma de letra, originário dos Países Baixos. O doce é tipicamente dado a outras pessoas durante as festividades de Sinterklaas; é comum oferecer a primeira letra do nome do presenteado. A tipografia mais utilizada na produção das chocoladeletters é a serifada Egyptienne.
Atualmente, as chocoladeletters estão disponíveis em diversos sabores - como os clássicos chocolate preto, branco e ao leite, mas também com pralinê ou nozes, por exemplo. Os confeiteiros costumam adicionar decorações de marzipã às letras.

## História
A história das chocoladeletters começa com a confecção de letras feitas de massa de pão, massa folhada e outros materiais comestíveis, e são amplamente produzidas e consumidas desde o final do século XIX.
Fabricantes modernos de chocoladeletter produzem todas as letras com o mesmo peso, a fim de certas letras não contarem com uma quantia maior de chocolate do que outras; isso é compensado tornando as letras "pequenas" mais grossas ou mais largas. Uma pesquisa realizada pela rede de lojas de departamento HEMA em 2016 indicou que um quarto da população holandesa compra as letras M, S e A por acharem que contém mais chocolate.